# 庸国
庸国(？-公元前611年)，也被称为鄘国，中国古国名，是西周、春秋时代的诸侯国之一。源出容成氏（又写作庸成氏等），其后裔传到黄帝之“臣”容成这一代时，事迹才略有记载，其后裔氏族部落形成古庸国。
「鄘」，拼音：，南京官话：，中古擬音：jyong，切，音同「容」，从邑，庸声。邑，表示城邑或区域。本义：古国名（周朝国名，在今河南省汲县北，周武灭商后，使其弟蔡叔居之）。周武王灭商，分其京师之地为三国，即邶、鄘、卫，故地在今河南省卫辉市境。武王死后，武庚叛乱，周公便以其地尽封弟康叔，为卫国。故今《鄘风》存诗，皆为卫诗，用鄘地乐调歌唱而已。庸国与鄘国有无关系有待商榷。

## 疆域
庸国包括麇（jūn）、儵（shū）、鱼、夔等附属小国，其东部含古麇属地，东南部含鄂西及湖南张家界市及慈利、桑植等县，今巴东、兴山、秭归、建始等县，是古代夔国的领地，当然也是庸国所属。历史上著名的屈原就是秭归人，其先祖就是庸国的一位国君伯庸。
庸国建都於上庸（今湖北省竹山县西南一带），《括地志》载：「方城山，庸之都城。其山顶上平，四面险峻，山南有城，长十余里，名曰方城」。

## 庸国文化
古庸国属地尽管现在大部分一分为三，分别隶属现湖北、陕西、重庆、湖南三省一市，属于不同的省、市管辖。但长期以来仍然保留着不少共同的地域文化特征，如饮食文化、服装文化、丧葬文化、婚姻文化、语言文化、娱乐文化、巫文化、道教文化等。有的文化现象一直成为史学界难解之迷。如悬棺、漢民族神话《黑暗传》的形成、唱孝歌等。
古庸国国都所在地的周围的地域，现今竹溪、竹山，极其相邻地区平利、镇坪北部、旬阳、郧西，其方言、口音基本相同，现代汉语均归属一个方言区。这一方言暂以竹溪方言为代表。竹溪地方话的形成，并且能长期延续下来，而且周邻地区方言与竹溪话基本相同，只是某些口音有差异，其主要原因，很可能是受古庸国语言文化的影响。
庸国丧葬文化的独特之一是岩葬，即「悬棺文化」。悬棺一直是史学家研究的重要课题，有些迷底长期无人揭开。古庸国人有岩葬文化的传统，有岩屋的地方直接把棺木放进岩屋内，没岩屋的地方将悬崖凿个洞穴放进去。在竹溪河流域，两岸悬崖上至今仍保留着一些洞穴，当地人称之为「老人洞」。最近在水坪镇洛家河一洞穴中还发现了完整的人骨。这些洞穴即古人丧葬之用。古庸人最初风行岩葬，后来变为人造洞穴，再后来逐渐演化为土葬。而岩葬的棺木、尸体大多年长月久风化烟灭。
庸国丧葬文化的另一个独特之处是「打夜锣鼓」，又叫「唱孝歌」。打夜锣鼓一般有两人或三人，一人系鼓，一人提锣，围着棂柩迈着慢慢舞步，边走边唱，一应一对，或后随一人跟唱。
古庸国是漢族巫文化发祥地之一。长江三峡的巫山古称灵山。庸国所属江汉西部各地，明、清以前均有「民多信巫」的记载。巫文化的另一方面，就是中草药文化。鄂、渝、陕边境地区民间中草医颇具地方特色，积累着宝贵的经验。
庸人善于歌舞，世有「吉甫作诗」之说，尹吉甫为周武王的大臣，其出身地即庸国的附庸之地麇国。
庸国还是中国盐文化的发源地之一。早在夏商时期，庸人就开发了盐泉，用以煮盐，并打开了通往楚国、秦国等地的盐道。秦地少盐，楚灭庸后占领了庸人的盐泉，籍以控秦，秦国则派白起占领了鱼邑之地，夺取了盐泉。
庸国盛产五金，是铸钟大国，掌握着先进的青铜技术，因此又被称为「镛人」。商代的许多鼎器、大钟都是庸人的杰作。同时，庸人又因善于筑城建房而被称为「墉人」，周朝统治者就曾请庸人在雒邑（今河南洛阳王城公园一带）建造都城。

## 灭国
公元前611年，楚国遇上严重灾荒，許多百姓死於飢荒，楚庄王在韬光养晦「三年不鸣、不飞」。楚之四邻乘其危难群起攻楚。庸国国君遂起兵东进，并率领南蛮附庸各国的军队会聚到选（今枝江）大举伐楚，楚国危在旦夕。
楚庄王派使者联合巴国、秦国从腹背攻打庸国。公元前611年，楚与秦、巴三国联军大举破庸，庸都方城被包圍，遂为三国所灭，楚王实现了「一鸣惊人」的壮志。

## 庸国大事记
公元前13世纪末至公元前12世纪初，商王武丁为开拓南土，某年人月发兵至今湖北重庆交界处进攻归国（夔国，今湖北秭归）。商王令侯伯军队为先导，在举行隆重的祭典后，亲自率兵出征。参加作战的还有贵族沚国。九月，擒获归伯。十月，商军继续进攻归国附近的佣国（庸国），迁延数月，至次年二月，打到佣之西北，最后以商朝胜利而告终。
公元前1046年1月20日，武王伐纣时，周武王联合西土庸、蜀、羌、髳、微、卢、彭、濮等方国，进攻商国。而庸国名列于八国之首。
公元前611年（楚庄王三年），庸国趁楚国闹饥荒之际兴师进攻。楚庄王联合秦国、巴国反攻，灭亡庸国。

## 相關
1. ↑  《庄子·胠箧》篇云：“昔者容成氏、大庭氏、伯皇氏、中央氏、栗陆氏、骊畜氏、轩辕氏、赫胥氏、尊卢氏、祝融氏、伏羲氏、神农氏，当是时也，民结绳而用之。”注：“此十二氏皆古帝王。”
2. ↑  《姓觿》曰：“《路史》云：（庸），‘古帝容成氏之后。’”
3. ↑  杨东晨《古史传说人物容成氏考兼述容成氏与陕西安康的关系》
4. ↑  《尚书·牧誓》：王左杖黄钺，右秉白旄以麾，曰：「逖矣西土之人。」王曰：「嗟！我友邦冢君，御事、司徒、司马、司空、亚、旅、师氏、千夫长、百夫长及庸、蜀、羌、髳、微、卢、彭、濮人。称尔戈，比尔干，立尔矛，予其誓。」